# Purim
A purim időpontja
A zsidó naptár szerint:
- ádár 14.
- ádár séni 14. (szökőévben)

A Gergely-naptár szerint:
- 5780: 2020. március 9–10.
- 5781: 2021. február 25–26.
- 5782: 2022. március 16–17.
- 5783: 2023. március 6–7.
- 5784: 2024. március 23–24.
- 5785: 2025. március 13–14.
- 5786: 2026. március 2–3.

(Az előző nap napnyugtától aznap az első három csillag megjelenéséig tart az ünnep.)
A purim (héberül פּוּרִים sorsvetések) ünnepen a perzsa uralom alatt élő zsidó közösség megmenekülésére emlékeznek. Ezt a keresztény időszámítás kezdete előtt 450. körül történt eseményt Eszter könyve örökíti meg. A purim név a „sorsvetést” jelentő פּוּר púr szóból ered, mert Ámán így választotta ki az időpontot, amikor ki akarta irtani a zsidókat.
Mivel az évszázadok folyamán sok uralkodó akadt, aki hasonló módon meg akarta valósítani Ámán tervét, a purim története a diaszpóra számos országában a helyi uralkodó kénye-kedvétől függő zsidók bizonytalan sorsát is magában foglalja. Ez a történet, amelyben az események váratlan fordulata folytán az elnyomó fegyvere visszafordult önmaga ellen, s így a zsidó közösség képes volt megvédeni magát az erőszakkal szemben, évszázadokon át reménységet és bátorítást adott a zsidó közösségeknek.

## Eszter könyve
A purim története Eszter könyvében (מְגִלַּת אֶסְתֵּר Megillat Esztér – Eszter tekercse) olvasható, (Az énekek éneke mellett) olyan szentírási műben, amelyben nem szerepel Isten neve. A zsidó bölcsek szerint azért, mert Eszter királyné idejében Isten nem nyilvánosan művelt csodákat, mint pészahkor vagy hanukakor, hanem titokban. A kánon születésekor voltak ellenzői is ennek a gondolatnak, ők nem akarták Eszter könyvét a szentírásban látni. Az ellenzők végül Eszter neve betűinek egy másfajta olvasatát (אֶסָּתֵר esszátér elrejtőzködöm) meggyőző magyarázatként fogadták el a könyv kanonizálásához, hiszen a „rejtőző Isten” fogalma már ismert volt a Tóra tanításaként is. Eszter könyve a diaszpórában (gálút) élő zsidóságnak szóló szentírási könyvek közé került.

### A bibliai történet
Purimot annak emlékére tartják, hogy a perzsa világuralkodó, Ahasvérus király (I. Xerxész, i. e. 485-465) idejében, Ámán főminiszter „mind kiirtja a zsidókat” és ezért 10 000 talentum ezüstöt ajánlott fel a királynak. Eszter királyné és nagybátyja, Mordecháj (Márdokeus) közbenjárására a zsidók megmenekültek a kiirtatástól. Ezek után a zsidók a bibliai Eszter könyve szerint 76 000 ellenségüket ölték meg, „de zsákmányért nem nyújtották ki kezüket”.
A történet a király lakomájával kezdődik, aki a történelem első világhatalmának élén uralkodott. A perzsák azért szerezhették meg az ókori Kelet fölötti kizárólagos uralmat, mert rendkívül türelmesek voltak: a vallás, a nyelv, a kultúra és a belső bíráskodás területén önállóságot biztosítottak a meghódított népeknek. (Xerxész dédapja, a dinasztiaalapító Nagy Kürosz engedte meg a zsidóknak a Jeruzsálembe való visszatérést és a Szentély újjáépítését.) Ezen a lakomán a király szakít korábbi feleségével, majd hosszas válogatás után a zsidó Eszterben találja meg új párját.
Eszter unokabátyja és nevelőapja, Mordecháj (a hagyomány szerint ez idő tájt a zsidók bírája) véletlenül megtudja, hogy merénylet készül a király ellen: két udvaronc Ahasvérus életére akar törni. Mordecháj azonban Eszter királyné segítségével a készülő tervről tájékoztatja a királyt.  A bűnösöket megbüntetik. Mordecháj nevét pedig beírják a király krónikáinak könyvébe. (A hagyomány szerint Mordecháj ekkor a zsidók bírája; a főpohárnok és a fősütőmester akart mérgezett ételt adni a király elé; az ételt egy kutyával kóstoltatják meg, s így derül fény az igazságra.)

## A sorsvetés ünnepe

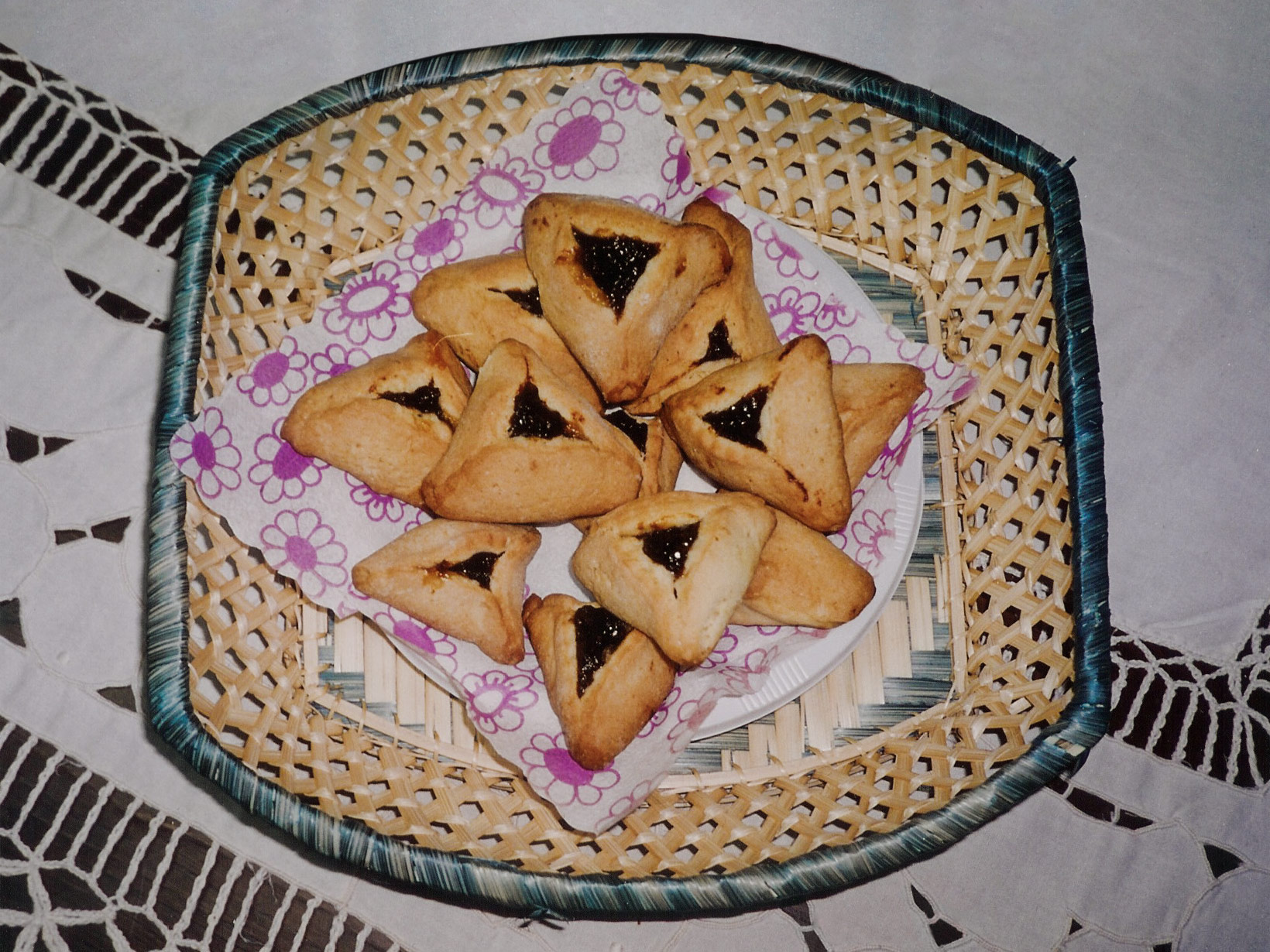
Házi készítésű Ámán táska

A purimhoz különböző vallási kötelezettségek (micvák) kapcsolódnak. Az első, hogy a zsidók meghallgassák Eszter tekercsének közösségi felolvasását a zsinagógában az ünnepet köszöntő este és reggel, mely alatt az évben egy alkalommal hangoskodhatnak is, sőt mi több kötelesség Ámán nevének említésekor zajt csapni. Egy másik előírás, az úgynevezett mislóach mánót (ajándékok küldése; מִשְׁלֹחַ מָנוֹת; sláchmónesz), azaz különböző finomságok küldése barátoknak, valamint adományt adni a szegényeknek, hogy ők se nélkülözzenek eme örömteli ünnepen. Mindennek betetőzéseként pedig lakomát csapnak, ahol a rabbik előírását követve annyit kell inni a nagy vigadalomban, hogy ne tudjanak különbséget tenni az átkozott Ámán és az áldott Mordecháj között. Szokás ezen az ünnepen különböző jelmezekbe öltözni – szimbolizálva a szerencsétlenség és szerencse forgandóságát –, valamint purimi játékokat rendezni és különféle édességeket enni, mint például Ámán füle, flódni.

## A purim három napja
A purim tekinthető három naposnak is:
- ádár tizenharmadikán Eszter böjtje van,
- ádár tizennegyedikén van a tulajdonképpeni purim,
- ádár tizenötödikén következik a súsán purim, vagyis azoknak a városoknak az ünnepsége, amelyek fallal körülvett városok voltak Józsué idejében, mint például Jeruzsálem.

## Kis purim
Szökőévekben a purim nem az első, hanem a második ádárban (אדר שני – ádár séni) van. Az első ádárban (אדר ראשון – ádár rison) természetesen szintén van 14-e, ezt a napot nevezik kis purimnak (פורים קטן – purim kátán). A karaiták az első ádárban tartják a „rendes” purimot.

## Lásd még
- Judaisztikai szakirodalmi művek listája

## Külső hivatkozások
- zsido.hu – Raj Tamás: Purim ünnepére Archiválva 2016. november 15-i dátummal a Wayback Machine-ben
- zsido.com – Purim Archiválva 2005. december 19-i dátummal a Wayback Machine-ben
- zsido.com – Herman Wouk: Purim Archiválva 2006. február 12-i dátummal a Wayback Machine-ben
- Lauder Javne Iskola – Megmenekülés napja, Purim
- HarmoNet – K. Koch: A bibliai Purim, vagyis a sorsvetés ünnepe
- Omlós Ámán-táska - A legvidámabb zsidó ünnep étele